# 実田ナオ
実田 ナオ（さなだ ナオ）は、日本の漫画家。主にティーンズラブを描いている。

## 概要
2000年代初頭に主に『エルティーンコミック』で執筆していた。不思議な力を持つ猫のニケが少女に出会い、おせっかいながらも少女の恋愛の手伝いをする作品等を描いている。

## 主要作品
- 恋人宣言第一号―ニケの魔法はHな媚薬
- こんなところでゴーインに
- 相続人の憂鬱（原作：知念みづき）

他

### 単行本
- 恋人宣言第一号―ニケの魔法はHな媚薬 （近代映画社 (2004/4/15) ISBN 978-4764820135）
- こんなところでゴーインに （近代映画社 (2008/4/30) ISBN 978-4764821828）
- 相続人の憂鬱 （アルファポリス（2012/8/31）ISBN 978-4434169953）